# Лавиринт — Немогуће бекство (филм)
Лавиринт — Немогуће бекство (енгл. The Maze Runner) амерички је научнофантастични дистопијски акциони трилер из 2014. године који је режирао Вес Бол. Сценарио је заснован истоименом роману Џејмса Дашнера из 2009. године. Наставак филма је Лавиринт — Бег кроз згариште из 2015. године.

## Улоге
| Глумац               | Улога    |
| -------------------- | -------- |
| Дилан О`Брајан       | Томас    |
| Каја Скоделарио      | Тереза   |
| Ки Хонг Ли           | Минхо    |
| Томас Броди-Сангстер | Њут      |
| Вил Полтер           | Гали     |
| Патриша Кларксон     | Ава Пејџ |
| Амл Амен             | Алби     |
| Блејк Купер          | Чак      |
| Декстер Дарден       | Фрипан   |
| Крис Шефилд          | Бен      |
| Џејкоб Латимор       | Џеф      |
| Александер Флорес    | Винстон  |